# Ante Matulović
Ante Matulović (Zadar, 18. srpnja 1958.), bivši je hrvatski košarkaš, sadašnji trener.
Igrao je polovicom 1980-ih.

## Klupska karijera

### KK Zadar
Bio je igračem sastava Zadra koji je 1985./86. iznenadio apsolutnog favorita KK Cibonu predvođenu Draženom Petrovićem (2:1 za Zadar u doigravanju) i osvojio prvenstvo Jugoslavije. Sastav Zadra: Darko Pahlić, Petar Popović, Milan Mlađan, Ante Matulović, Zdenko Babić, Dražen Blažević, Stojko Vranković, Veljko Petranović, Ivica Obad, Boris Hrabrov, Drago Čiklić i Arijan Komazec. Trener: Vlado Đurović.
1986./87. je igrao u Kupu europskih prvaka, u kojem su na kraju osvojili 4. mjesto. Igrali su Stojko Vranković, Arijan Komazec, Petar Popović, Veljko Petranović, Ante Matulović, Ivica Obad, Stipe Šarlija, Branko Skroče, Darko Pahlić, Draženko Blažević, a trenirao ih je Lucijan Valčić.

### KK Jugoplastika
Neko je vrijeme igrao u splitskoj Jugoplastici.

## Trenerska karijera

### KK Zadar
Bio je koordinatorom Omladinskoga pogona u KK Zadru. Bio je pomoćni trener Anti Nazoru.
Dana 22. srpnja 2016. godine preuzeo je klupu Zadra kojega je trenirao četiri mjeseca. U studenome 2016. godine, nakon poraza Zadra u Zaboku u susretu 7. kola hrvatskog prvenstva, podnio je ostavku.